# Pierre Thomas Nicolaï
Pierre Thomas Nicolaï né à Aubel le 6 octobre 1763 mort à Liège le 16 avril 1836 est un juriste liégeois. Il est le principal auteur du Code civil néerlandais de 1838. Il est député de 1820 à 1826 et assume la charge de président de la Tweede Kamer de 1822 à 1825. Il est nommé sénateur à la première Chambre des États généraux en 1826 et le restera jusqu'en 1830, date de la révolution belge.

## Burgerlijk Wetboek de 1838
En 1815, le congrès de Vienne incorpore la Belgique aux Pays-Bas. Le nouveau Parlement des Pays-Bas, désormais composé pour moitié de Belges, rejette le projet de Code civil de Joan Melchior Kemper. Une nouvelle commission, comprenant cette fois des Belges est désignée. Pierre Thomas Nicolaï en est le président et le principal contributeur à tel point que le projet est rédigé dans sa langue, le français, alors que la majorité de la population des Pays-Bas parle néerlandais. La révolution belge lui fera quitter la commission, mais le restant de la rédaction se reposera en grande partie sur ses travaux et aboutira à la promulgation et à l'entrée en vigueur du Burgerlijk Wetboek de 1838.